# Mari Kalkun
Mari Kalkun (Võrumaa, 1986. április 1. –) észt énekes-dalszerző, zenész.

## Életútja
1986. április 1-jén született a délkelet-észtországi Võrumaa megyében, ahol gyermekkorát töltötte. Unokatestvére Andreas Kalkun zenész, folkorista.
2005 és 2009 között a Tartui Egyetem Viljandi Kulturális Akadémiáján tanult kulturális szervezést zenei szakon. 2013-ban cum laude minősítéssel szerzett diplomát az Észt Színművészeti és Zenei Akadémia és a Tartui Egyetem Viljandi Kulturális Akadémia közös mesterképzésén, népzenei szakon. 2012–13-ban a helsinki Sibelius Akadémia népzenei szakán tanult éneklést cserediákként. Számos hangszeren játszik, többek közt kannelen (észt citerán), zongorán, harmonikán és gitáron.
2009 óta szabadúszó zenész. Korábban a Klassikararadióban és az Észt Népzenei Központban dolgozott. Saját lemezkiadója van, a Haki Helü.
2007-ben jelent meg első albuma "Üü tulõk" címmel. 2012-ben megalakította saját nemzetközi zenekarát Mari Kalkun & Runorun néven Helsinkiben. 2018-ban az "Ilmamõtsan" című szólóalbumát a The Guardian az év legjobb tíz világzenei albumai közé sorolta.
2023. április 29-én Budapesten, Palya Beával adott közös koncertet a Müpában.

## Diszkográfia
Albumok
- "Üü tulõk" (2007)
- "Vihmakõnõ" (2010)
- "Upa-upa ubinakõnõ" (2015)
- "Tii ilo" (2015)
- "Ilmamõtsan" (2017)
- "Õunaia album" (2020)

Kislemezek
- "Sata-sata!" (2019)
- "Ma tahaksin kodus olla" (2020)
- "Elukoor" (2020)

## Fordítás
- Ez a szócikk részben vagy egészben  a   Mari Kalkun című észt Wikipédia-szócikk ezen változatának fordításán alapul.  Az eredeti cikk szerkesztőit annak laptörténete sorolja fel. Ez a jelzés csupán a megfogalmazás eredetét és a szerzői jogokat jelzi, nem szolgál a cikkben szereplő információk forrásmegjelöléseként.
- Ez a szócikk részben vagy egészben  a   Mari Kalkun című angol Wikipédia-szócikk ezen változatának fordításán alapul.  Az eredeti cikk szerkesztőit annak laptörténete sorolja fel. Ez a jelzés csupán a megfogalmazás eredetét és a szerzői jogokat jelzi, nem szolgál a cikkben szereplő információk forrásmegjelöléseként.